# 주름잎
주름잎(Mazus pumilus)은 한국·일본과 서아시아 등지에 분포하는 한해살이 또는 두해살이풀로서 주로 밭이나 습한 곳에서 자란다. 높이 5-20cm이고 밑에서 여러 대로 갈라진다. 잎은 마주달리고 도란형 또는 긴 타원형 주걱형이며 가장자리에 둔한 톱니가 있고 옆면에 주름이 진다. 꽃은 5-8월에 피고 총상으로 달리며 연한 자주색이다. 화관은 통형이며 2개로 갈라진 다음 아랫입술은 다시 3개로 갈라지고 중앙 갈래조각에 있는 2개의 줄은 황색이다. 4개의 수술 중 개는 길고 삭과는 둥글며 꽃받침으로 싸여 있다.